# Calice al Cornoviglio
Calice al Cornoviglio (ligur nyelven Càliçe) település Olaszországban, Liguria régióban, La Spezia megyében. Lakosainak száma 1079 fő (2023. január 1.). Calice al Cornoviglio Beverino, Follo, Mulazzo, Podenzana, Rocchetta di Vara és Tresana községekkel határos.

## Népesség
A település népessége az elmúlt években az alábbi módon változott:
| Lakosok száma | 1106 | 1105 | 1079 |
|               | 2017 | 2018 | 2023 |